# Видеопомощники судьи

Логотип VAR, использовавшийся во время чемпионата мира по футболу 2018 года, применяемый в настоящее время на экранах в процессе проверки эпизодов.

Видеопомощники судьи (англ. Video assistant referee), сокращённо VAR — помощники судьи в футболе, использующие технологию видеоповторов. Система видеопомощи судьям была официально включена в Правила игры в футбол в 2018 году после серии испытаний на международных турнирах. Просмотр эпизодов проходит в видеооперационной комнате, где работают видеопомощник судьи (VAR), ассистент видеопомощника судьи (Assistant VAR) и оператор видеоповторов (Replay operator).
Система VAR схожа со многими системами, используемыми в других видах спорта, однако в футболе она появилась сравнительно поздно.

## Принципы работы системы

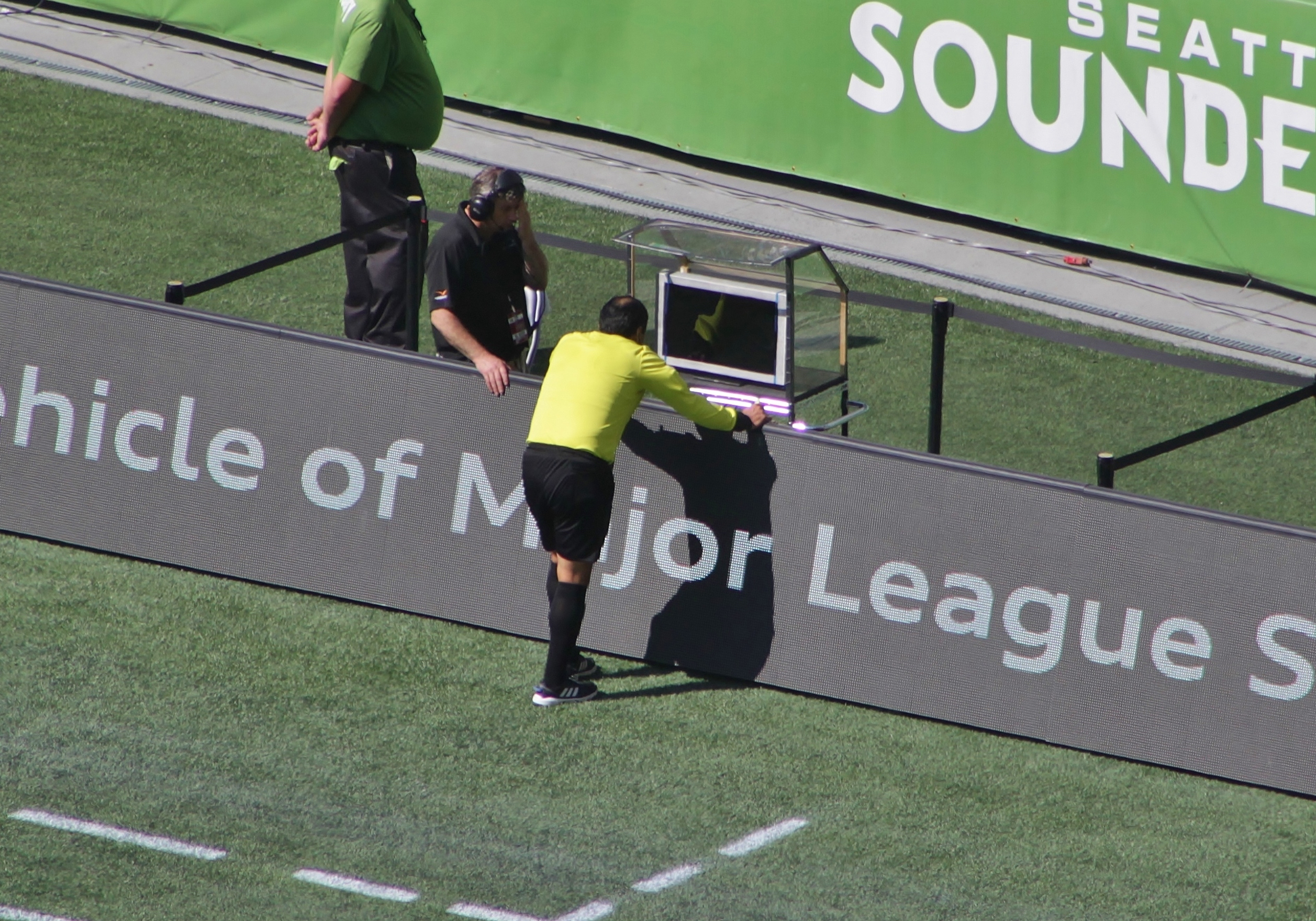
Судья MLS просматривает видеоповтор на экране

Видеопомощники судьи могут просматривать четыре вида спорных моментов и помочь судье принять верное решение: нарушения правил при забитых голах, эпизоды с назначением пенальти, ошибочное предъявление красной карточки (эпизоды со второй жёлтой карточкой не рассматриваются) и ошибки в идентификации наказанных игроков (помогает определить, кто именно совершил фол, наказываемый карточкой). Таким образом, система видеопомощи позволяет официально выявить и подтвердить «явные ошибки» судьи во время матча.
В каждом матче в специальной видеокомнате (англ. video operation room) работают видеопомощник судьи (VAR), ассистент помощника судьи (AVAR) и оператор видеоповторов, которые следят за матчем по нескольким мониторам с разных ракурсов и по радиосвязи переговариваются с судьёй. На должность видеопомощника судьи может быть назначен как действующий международный судья, так и завершивший игровую карьеру судья. Видеопомощник судьи фиксирует факты нарушений и сообщает национальным вещателям о необходимости применения видеоповторов (они отображают сообщение на телеэкранах), а помощник видеосудьи следит за событиями матча, разворачивающимися на поле. В ходе матча видеопомощник судьи может попросить оператора повторно показать любой спорный момент игры, и если система видеопомощи обнаружит факт «явной ошибки» со стороны судьи, то команда сообщит судье матча об этом (если же нарушений не было, то судье ничего не сообщат). Судья может попросить систему о помощи в случае, если сомневается в принятом решении; аналогично VAR может порекомендовать судье повторный просмотр момента. В целом же судья может выбрать один из трёх вариантов после сообщения VAR: оставить своё решение в силе, объявить о паузе для просмотра инцидента на экране или же принять рекомендацию видеопомощника и немедленно отменить своё решение. Если у одной из команд есть игровое преимущество, судья не имеет права останавливать игру для просмотра видеоповтора. Если судья отправляется на просмотр видеоповтора, то он сигнализирует об этом, рисуя указательными пальцами в воздухе прямоугольник — символ видеомонитора. Сами игроки не имеют права подобными жестами требовать от судьи просмотр видеоповтора или же входить в зону, где судья просматривает повтор: игроков за это наказывают жёлтой карточкой, а членов тренерского штаба удаляют до конца игры.
Существует ряд инструкций по использованию видеоповторов. Так, замедленный просмотр рекомендуется использовать при рассмотрении таких нарушений, как силовая борьба или игра рукой. Повтор с нормальной скоростью используется для того, чтобы определить, был ли совершён фол намеренно или нет. Обзор голевых моментов, решений по пенальти и красных карточек за «фол последней надежды» всегда начинается с того момента, когда атакующая команда получила мяч, в других же спорных фрагментах матча рассматривается сам момент нарушения.

## Предпосылки
На протяжении многих лет инструкции ФИФА и континентальных футбольных организаций запрещали судьям по ходу матчей обращаться каким-либо образом к видеоматериалам для подтверждения или отмены принятых решений. Однако необходимость использования судьями хотя бы телекамер для просмотра видеоповторов со спорными моментами обсуждалась очень часто по итогам крупных турниров. На протяжении всего времени аргументы сторонников и противников использования видеоповторов в футболе оставались примерно теми же. Противники утверждали, что введение видеоповторов приведёт к снижению динамики игры и лишит матчи эмоций, отобрав у болельщиков возможность обсуждать спорные решения. Сторонники настаивали, что динамика таких видов спорта, как хоккей с шайбой или баскетбол, не упала на фоне введения видеоповторов, к тому же эта технология могла бы помочь многим командам покончить со случаями очковых потерь и несправедливых выбываний из турниров по вине судей, неверно истолковавших тот или иной эпизод. Так, систематически против использования видеотехники для определения взятия ворот (в случаях, когда не было очевидно пересечение мячом линии ворот) выступал Мишель Платини: ещё в 2002 году он заявил, что видеоповторы гипотетически могут использоваться для рассмотрения факта возможных нарушений, офсайдов или показанных карточек, что ему казалось неприемлемым. Для разрешения спорных ситуаций с голами он предлагал поставить дополнительных судей за воротами. Генеральный секретарь УЕФА Герхард Айгнер также ратовал в 2002 году за увеличение количества судей, считая, что надо полностью исчерпать человеческие ресурсы, прежде чем перейти к использованию новых технологий для разрешения спорных моментов в игре.
Во время чемпионата мира 2002 года имели место несколько крупных скандалов, связанных с грубыми судейскими ошибками, повлиявшими на ход матчей — в частности, ошибки сыграли роль в победах сборной Республики Корея над Италией на стадии 1/8 финала и Испанией на стадии 1/4 финала. Это привело к массовому обсуждению необходимости использования видеоповторов. Работавший на матчах того чемпионата шотландец Хью Даллас высказался за необходимость внедрения системы видеоповторов, начиная со следующего чемпионата мира, однако президент УЕФА Леннарт Юханссон на пресс-конференции 27 июня 2002 года высказался против внедрения технических средств в игру, заявив, что это может лишить матчи эмоциональной составляющей и что судьям будет очень неудобно признавать ошибки и менять решения на глазах у зрителей. Во избежание судейских скандалов он предложил проводить дополнительные семинары и инструкции для судей. В поддержку введения видеоповторов выступил тренер лондонского «Арсенала» Арсен Венгер, который объяснил, что у судьи должно быть право хотя бы один раз за игру проверить правильность принятого им решения. Судивший финал того же чемпионата мира 2002 года Пьерлуиджи Коллина говорил, что если подобные технологии будут введены, то судьи должны будут к ним адаптироваться вне зависимости от их собственных взглядов. Работавший в начале 2000-х судья итальянской Серии A Джанлука Папареста в некоторых интервью выступал за так называемую «мовьолу» — систему, позволяющую арбитрам прямо по ходу матча просмотреть повтор спорного момента с использованием телекамеры для принятия решения.
В российском футболе самый первый случай видеопросмотра спорного момента с использованием подручных средств имел место 21 мая 2003 года в полуфинале Кубка России между «Анжи» и «Ростовом» — за 14 лет до внедрения системы VAR на матчах и за 15 лет до её дебюта на чемпионатах мира. На 55-й минуте малавийский легионер «Ростова» Исо Каньенда с передачи Александра Маслова поразил ворота вратаря махачкалинцев Сергея Армишева. Игроки игроки «Анжи» стали бурно протестовать, утверждая, что Каньенда подыграл себе рукой, в то время как игроки «Ростова» настаивали на том, что гол был забит по правилам, и в итоге вспыхнула массовая драка с участием игроков обеих команд, которую с большим трудом удалось разнять. Инспектор матча Андрей Будогосский и судья Валентин Иванов тем временем решили обратиться за помощью к операторам обоих клубов и просмотреть на экранах видеокамер эпизод с ударом Каньенды по воротам. После продолжительного просмотра Иванов в итоге принял решение отменить взятие ворот. «Ростов» тот матч всё же выиграл, забив на 74-й минуте усилиями Маслова.
Регламент ФИФА запрещал судьям предпринимать подобные действия: в марте 2003 года Международный совет футбольных ассоциаций настоял на том, что судьи не имеют право использовать видеозаписи в спорных эпизодах, связанных со взятием ворот. Иванов после матча уверял, что не просматривал видеоповтор, а по словам председателя инспекторского комитета Алексея Спирина, операторы просто настоятельно подсовывали ему камеру, и Иванову приходилось делать вид, что он смотрел повтор. В то же время было объявлено, что эпизод будет рассматриваться Коллегией футбольных арбитров РФС и контрольно-дисциплинарным комитетом РФС на следующей после игры неделе. В итоге 26 мая 2003 года Коллегия футбольных арбитров отстранила Валентина Иванова от судейства матчей чемпионата России до 15-го тура включительно. 4 июля 2003 года президент Коллегии футбольных арбитров РФС Николай Левников подтвердил, что Иванов всё же смотрел видеозапись — арбитр сам позвонил Левникову и объяснил, что смотрел запись для того, чтобы снять царившее на стадионе напряжение. По словам Левникова, Иванов должен был принять решение сразу и не затягивать встречу (с момента удара Каньенды и до возобновления игры прошло 23 минуты реального времени). Сам Иванов в 2014 году утверждал, что использование видеоповторов в российском футболе с учётом качества трансляций не является целесообразным; также он говорил, что на том самом матче 2003 года ничего толком не разглядел в объективе видеокамеры, но посмотрел туда, чтобы сбавить градус напряжения.
В 2004 году во время чемпионата Европы, проходившего в Португалии, глава судейского комитета УЕФА Фолькер Рот, комментируя судейство первых 10 встреч, исключил возможность использования видеоповторов для определения правильности решений судей (в том числе удалений). Поводом к обсуждению стали случаи дисквалификации Франческо Тотти за плевок в Кристиана Поульсена (факт подтвердил только видеоповтор) и Сергея Овчинникова за игру рукой за пределами штрафной площади в матче против Португалии. Рот заявил, что любой вопрос изменения футбольных правил (в том числе и ввода видеоповторов) должен рассмотреть исполком УЕФА, а затем передавать дело Международному совету футбольных ассоциаций.
Очередная волна обсуждений видеоповторов поднялась во время чемпионата мира 2010 года, проходившего в ЮАР. 27 июня в матче 1/8 финала между Германией и Англией на 38-й минуте после удара Фрэнка Лэмпарда мяч попал в перекладину и рикошетом залетел в ворота за спину Мануэля Нойера, однако судивший встречу уругвайский арбитр Хорхе Ларрионда не засчитал гол Лэмпарда, решив, что мяч не пересёк полностью линию ворот. Эпизод произошёл при счёте 2:1 в пользу Германии и отчасти определил итоговое поражение англичан со счётом 1:4. После игры в Интернете стали звучать массово требования ввести хоть какие-то видеоповторы, чтобы исключить человеческий фактор в судейских решениях и обеспечить максимально возможное соблюдение правил. Другим поводом для обсуждения видеоповторов стал гол аргентинца Карлоса Тевеса, забитый в другом матче 1/8 финала против Мексики: в момент гола Тевес находился в очевидном офсайде, и этот момент даже показали на экране стадиона, где проходила игра. Однако гол Тевеса ещё и привёл к тому, что ФИФА запретила показывать на экранах стадионов спорные моменты (запрет формально не противоречил уставу, так как судьям нельзя было принимать решения на основании повторов, показываемых на подобных экранах).
ФИФА долгое время отказывалась вводить видеоповторы, вместо этого либо увеличивая количество судей на матчах, либо вводя на некоторых чемпионатах систему автоматического определения голов. Так, в 2012 году по инициативе Мишеля Платини на чемпионате Европы, проходившем в Польше и на Украине организаторы решили расширить бригаду судей на матче до 5 человек: в бригаду включались ещё два арбитра, каждый из которых следил за ходом матча из-за ворот. Система автоматического определения гола была представлена на чемпионате мира в Бразилии, однако уже по ходу турнира президент ФИФА Йозеф Блаттер предложил новую концепцию разрешения спорных моментов с учётом использования видеоповторов. По задумке Блаттера, у каждого тренера изначально было право четыре раза за матч обратиться к судье с просьбой посмотреть повтор, но только в момент остановки игры: судья мог рассматривать спорные моменты с пенальти или определением фола, но не офсайдов.

## Использование

### Испытания
Испытание прототипа VAR началось в начале 2010-х годов в Нидерландах в рамках проекта Refereeing 2.0 и под руководством Королевской футбольной федерации Нидерландов.

### Международный опыт

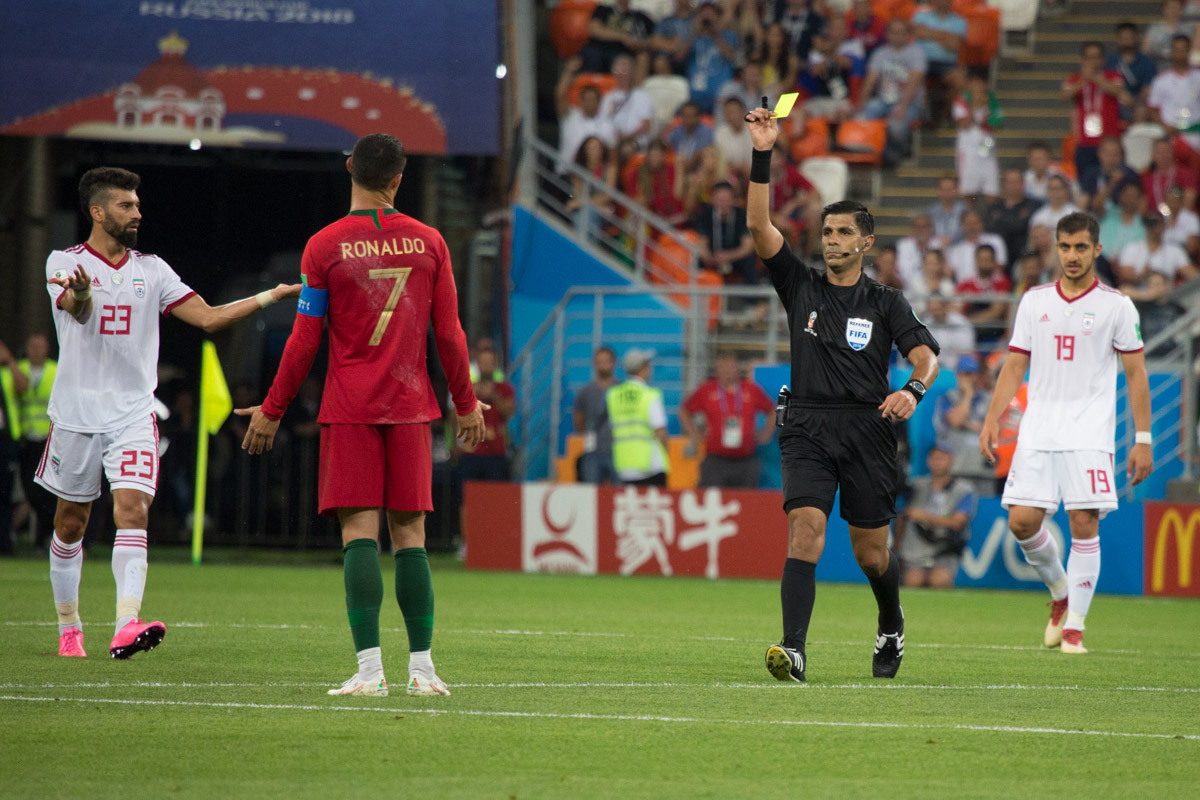
Энрике Касерес показывает Криштиану Роналду жёлтую карточку после просмотра эпизода нарушения правил с участием португальца, потенциально наказуемого удалением

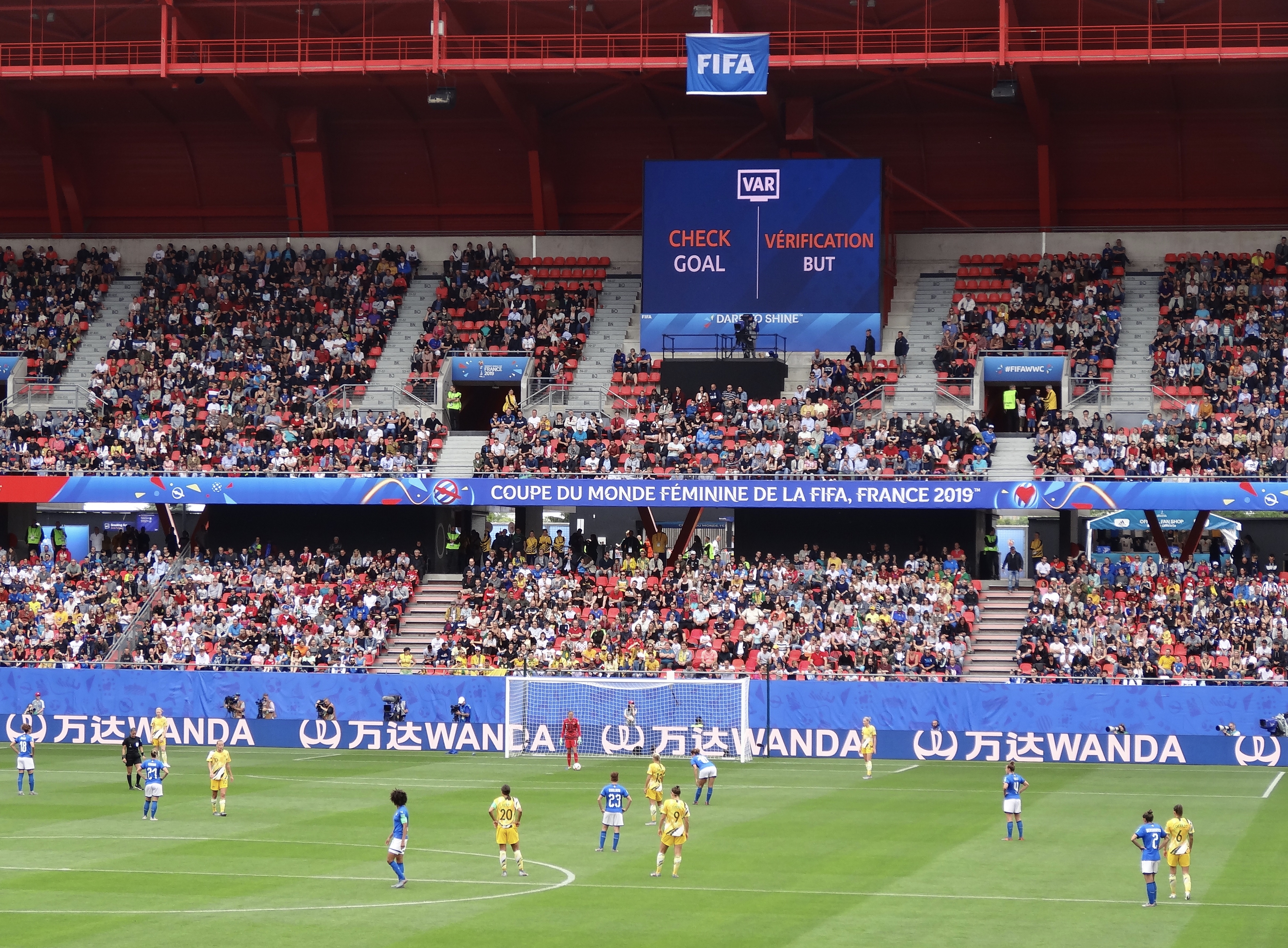
VAR на женском чемпионате мира 2019 года

Международный совет футбольных ассоциаций, отвечающий за изменение Правил игры в футбол, одобрил использование системы видеопомощи судьям на ежегодной встрече в 2016 году. США стали первой страной, начавшей использовать систему VAR в матче между вторыми составами двух клубов MLS, прошедшем в августе 2016 года. Так, судья матча Исмаил Эльфат, пользуясь рекомендациями видеопомощника судьи Аллена Чапмана, дважды пересмотрел повторы и показал одну красную карточку и одну жёлтую карточку в соответствующих моментах. Через месяц в товарищеском матче между сборными Франции и Италии система VAR прошла официальное испытание на уровне сборных, а на клубном чемпионате мира впервые появился монитор на поле, который позволял судьям с поля увидеть спорный момент. 7 апреля 2017 года впервые систему VAR представили на матче чемпионата Австралии между клубами «Мельбурн Сити» и «Аделаида Юнайтед» (за матч она не использовалась ни разу), а первое её использование состоялось на следующий день в матче между «Веллингтон Финикс» и «Сиднеем», когда команда «Сидней» заработала пенальти после игры рукой в штрафной площади (итог матча — ничья 1:1).
Кубок конфедераций 2017 стал первым международным турниром сборных, на котором была применена система VAR. Она получила смешанные отзывы, несмотря на свою эффективность: по словам некоторых журналистов, «ясности» и «запутанности» в матчах было примерно поровну. 2 августа 2017 года состоялся первый матч чемпионата MLS с использованием видеоповторов, а 5 августа в матче между клубами «Филадельфия Юнион» и «Даллас» судья впервые ею воспользовался, отменив гол в ворота «Филадельфии» в связи со стычкой игрока «Далласа» и вратаря «Филадельфии». С сезона 2017/2018 VAR применяется в чемпионатах Германии, Италии и Португалии, а в октябре была испытана на чемпионате мира среди команд до 20 лет.
Англия не утвердила VAR в Премьер-лиге в сезоне 2017/2018, зато нашла ей применение в Кубке Англии в матче 8 января 2018 года между клубами «Брайтон энд Хоув Альбион» и «Кристал Пэлас». 9 января в Кубке французской лиги систему испытали в матче «Ницца» — «Монако», отметив эффективность системы. В Италии в январе того же года открыли учебный центр в Коверчано для видеопомощников судей, а с 3 марта 2018 года система видеопомощи арбитрам включена в Правила игры в футбол. Сезон 2018/19 английской Премьер-лиги и Лиги чемпионов УЕФА прошёл без использования видеоповторов.
16 марта 2018 года Совет ФИФА на Конгрессе в Боготе постановил, что система VAR будет применяться на чемпионате мира в России. Первое использование системы VAR на чемпионате мира состоялось 15 июня во время матча в группе B между сборными Испании и Португалии в Сочи. На 24-й минуте встречи форвард сборной Испании Диего Коста при счёте 1:0 в пользу Португалии вступил в единоборство с португальским защитником Пепе, ударив его локтем в лицо. Пепе упал на землю, но судья не остановил встречу, а Коста в итоге нанёс завершающий удар по воротам, сравняв счёт. Судивший встречу Джанлука Рокки обратился по наушнику к видеоассистенту, находившемуся в Москве и наблюдавшему за ходом матча по нескольким мониторам. Видеоассистент заявил, что нарушений в действиях Косты не было, и Рокки засчитал гол. Сам же Коста после игры сказал, что не был уверен, стоило ли ему праздновать его, поскольку сам сомневался в том, что мяч был забит по правилам. 16 июня на матче в группе C между сборными Франции и Австралии судья впервые на чемпионате мира назначил пенальти при использовании системы VAR. По итогам турнира ФИФА отметила, что внедрение VAR крайне положительно сказалось на работе судей.
12 сентября 2021 года система VAR впервые была использована в мини-футболе. В рамках проходящего в Литве чемпионата мира по мини-футболу VAR был доступен на матче РФС и Египта.

### Россия
В разное время идею введения видеоповторов в российском футболе высказывали разные игроки, тренеры и судьи. В мае 2010 года тренер московского «Спартака» Валерий Карпин, выражая недовольство судейством Владимира Петтая в гостевом матче между «Спартаком» и «Аланией» (поражение «Спартака» 5:2), в интервью газете «Спорт-Экспресс» призвал президента РФС Сергея Фурсенко и руководство ФИФА ввести систему видеоповторов. По мнению Карпина, число спорных моментов за матч обычно не могло превышать пяти, а их рассмотрение суммарно не превысило бы двух минут, что не сказалось бы на качестве игры. Сам Петтай в интервью порталу Спортс два месяца тому назад сказал, что если в правила футбола должна войти возможность использования видеоповторов, то система не должна нарушать динамику игры.
В России система VAR начала использоваться с 1/2 финала Кубка России в сезоне 2018/19. Впервые судья воспользовался им в матче между «Уралом» и «Арсеналом».
В сезоне 2019/20 система VAR начала использоваться в матчах Российской Премьер-лиги: впервые к ней обратились в матче 3 тура ЦСКА — «Локомотив».
В сезоне 2021/22 состоялся только один матч «Крылья Советов» — «Сочи» без использования системы VAR, так как в игровой день VAR-центр рассчитан на четыре матча, а 21 августа 2021 года игровой день состоял из пяти матчей.
7 апреля 2022 года РФС информировал, что начиная с матча «Урал» — «Крылья Советов» будет вводиться практика работы видеоассистента судьи (VAR) и двух ассистентов видеопомощника судьи (AVAR).
В мае 2022 года глава проекта VAR в России Кирилл Верхолетов и руководитель департамента судейства РФС Павел Каманцев обвинили в части трудностей в работе сервиса поставщика сигнала — «Матч ТВ» (качество картинки, плохая работа операторов и выбор операторами неправильного ракурса).
Возглавлял данное направление Леонид Калошин, который стоял у истоков проекта, начиная с 2017 года. Однако после череды скандалов с использованием VAR в июне 2021 года РФС решил не продлевать с ним контракт.

### Украина
Украинские судьи впервые ознакомились с системой VAR во время зимних сборов в Турции в феврале 2019 года. 15 мая 2019 года перед финальным матчем на Кубок Украины в Запорожье было презентовано необходимое для её работы оборудование. Было объявлено о тестировании системы видеопомощи на телезаписях матчей с 1 июля 2019 года. 28 июля 2019 года система VAR была впервые использована в режиме офлайн во время матча на Суперкубок Украины в Одессе между командами «Шахтёр» и «Динамо». В том же тестовом режиме в рамках Премьер-лиги система была впервые использована во время матча «Колос» — «Мариуполь» 30 июля 2019 года. Впервые в украинском футболе система VAR была применена во время матча 11 тура Чемпионата Украины (до 19 лет) между молодёжными командами «Динамо» и «Карпат» 1 ноября 2019 года на поле учебно-тренировочной базы хозяев (судья матча — Николай Балакин, видеопомощник судьи (VAR) — Сергей Бойко). Благодаря использованию видеоповторов судья матча во втором тайме назначил пенальти в ворота гостей за игру рукой. По состоянию на начало декабря 2019 года были сертифицированы 11 видеопомощников судьи (8 мужчин и 3 женщины). Украинской ассоциацией футбола был приобретён один фургон с оборудованием VAR, что накладывало ограничения на использование системы: она могла быть задействована лишь дважды в течение одного тура на матчах, проходящих в разные дни в городах, расстояние между которыми не превышало 500 км, показ которых осуществляли два крупнейших транслятора — телеканалы «Футбол» и «2+2». Впервые в Украинской Премьер-лиге система VAR была использована 22 февраля 2020 года на матче «Динамо» — «Ворскла». Первым матчем Кубка Украины с использованием технологии видеоповторов стал поединок 1/4 финала «Динамо» — «Александрия» 11 марта 2020 года.

## Критика и скандалы
По мнению российской газеты «Спорт-Экспресс», высказанному в 2020 году, использование VAR и подобных им механизмов в других видах спорта обходилось в большую сумму и было доступно организаторам только наиболее крупных турниров. В то же время сам факт наличия VAR не гарантировал, что судья, находясь в стрессовой ситуации, не допустит ошибку при просмотре повтора и не примет неверного решения.
Большое количество футболистов и футбольных тренеров скептически или критически высказывались о системе с самого начала её применения. Так, тренер мадридского «Реала» Зинедин Зидан остался недоволен системой на Клубном чемпионате мира ФИФА 2016 года, заявив, что она может ввести кого-то в заблуждение. В феврале 2018 года в чемпионате Португалии разразился скандал в матче «Боавишта» — «Авеш» в связи с тем, что флаг фаната «Боавишты» закрыл обзор камере VAR и не позволил проверить факт положения вне игры в тот момент, когда «Авеш» забивал гол. Судья, не способный воспользоваться помощью VAR, вынужден был засчитать гол.
По данным журнала Kicker, около 47% болельщиков Бундеслиги не поддерживают использование VAR, поскольку это занимает много времени: об этом высказывался спортивный директор «Байера» Руди Фёллер. В апреле 2018 года матч между «Майнцем» и «Фрайбургом» пришлось возобновить раньше времени, поскольку после свистка на перерыв судья, воспользовавшись помощью VAR, объявил о назначении пенальти и призвал игроков вернуться на поле. Аналогично критически о системе высказался вратарь Джанлуиджи Буффон, заявив, что судьи, которые слишком часто пользуются системой, совершают ещё больше ошибок.
В суперфинале чемпионата Австралии 2018 года между «Ньюкасл Джетс» и «Мельбурн Виктори» система VAR не сработала из-за технической ошибки и не позволила отменить гол клуба «Мельбурн Виктори» из-за положения вне игры. Помощник судьи не смог увидеть повтор, и в итоге команда из Мельбурна победила 1:0.
Скандальные ситуации, связанные с VAR, встретились и в чемпионате Европы 2020 года. В матче 1/8 финала Нидерланды — Чехия российский арбитр Сергей Карасёв  показал защитнику голландцев Маттейсу Де Лигту жёлтую карточку, но после консультации с VAR показал ему красную карточку, в итоге голландцы остались в меньшинстве и проиграли. В полуфинальном матче Англия — Дания VAR подтвердил спорный пенальти в ворота сборной Дании в дополнительное время, в результате сборная Англии забила решающий гол и прошла в финал турнира.

## Аналоги в других видах спорта
В некоторых других видах спорта применяются схожие системы видеопомощи арбитрам, отчасти аналогичные футбольному VAR.

### Хоккей с шайбой
Состав судейской бригады, которая обслуживает хоккейные матчи различных турниров, включает в себя таких судей, как судья-хронометрист, судья-информатор и судья видеоповтора. В отличие от футбольных видеосудей, которые находятся в отдельной комнате в подтрибунном помещении, хоккейные видеосудьи работают непосредственно за бортом игровой площадки напротив судейской зоны. При этом отправляясь на просмотр видеоповтора, ни главный, ни боковой судья, не рисует в воздухе каких-либо опознавательных жестов, а вместо этого просто вытягивает правую руку вверх и указательным пальцем показывает на судейскую зону. В хоккее система видеопомощи позволяет просмотреть эпизоды, связанные с нарушением правил взятия ворот (заброс шайбы рикошетом от головы, туловища, руки или ноги; заброс шайбы с помехой вратарю; заброс шайбы в сдвинутые ворота; заброс шайбы в офсайде). В некоторых случаях, когда взятие ворот происходит за считанные доли секунд до окончания периода, в просмотре видеоповтора принимает участие судья-хронометрист, который параллельно за прохождением шайбы линии ворот отслеживает также остаток игрового чистого времени. В дальнейшем, в зависимости от ситуации, главный судья выносит решение о засчитывании, либо отмене гола.

### Регби
Система видеопомощи арбитрам в регби называется Television Match Official (сокращённо TMO) и помогает главному судье проконсультироваться с видеоассистентами на предмет совершения попытки или правильности осуществления дроп-гола. Зона регбийных видеосудей находится на одном из центральных секторов главной трибуны стадиона. Решение об обращении к видеоассистенту принимает только главный арбитр встречи. Остальные полномочия, связанные с предметом правильности совершения попытки или дроп-гола, делегируются видеосудьям, которые посредством связи (либо табло на стадионе) объявляют о собственном решении.

### Волейбол
Два раза за один сет тренер команды имеет право обратиться к арбитру на средней линии за видеопросмотром спорного эпизода. Система видеоповтора в волейболе используется для уточнения места касания мяча площадки и антенн, а также заступов при осуществлении подачи или атаки с задней линии и перехода средней линии. В случае правильности выбранного тренером решения, команда сохраняет право выполнения следующей подачи.

### Теннис
Схожая с системой видеоповтора в волейболе существует также в теннисе и называется Hawk-Eye. Технология Hawk-Eye и используется для определения точно места касания мяча в квадрате корта соперника. Очко присваивается тому или иному игроку в зависимости от точности выполненного удара по квадрату корта.

### Снукер
До начала 2000-х годов большинство значимых мировых турниров по снукеру обходилось без использования компьютерных технологий при восстановлении позиции после ситуации «фол и мисс». В снукере система помощи рефери играет преимущественно роль фотопомощника, так как восстановление позиции шаров осуществляется с помощью сделанного до совершения игроком хода стоп-кадра, наложенного поверх текущей картинки. Восстановление простой позиции, как правило, не требует строгого подхода к определению точного местоположения шаров до удара и в большинстве случаев судье достаточно просто запомнить положение битка. Восстановление сложной позиции сопровождается жестами и комментариями судьи-маркера, находящегося напротив игровой зоны за секретарским монитором. Во всех случаях судья может консультироваться с обоими игроками, но те при этом не имеют права трогать шары, а окончательное мнение о правильности восстановленной позиции остаётся за первым. Очень редко видеоповтор может использоваться для уточнения ситуации, связанной с попаданием битка по тому или иному прицельному шару, когда игрок не пытался умышленно сфолить ставя снукер и, в некоторых случаях, тачинг-бол.

### Шахматы
Система видеопомощи арбитрам в шахматах впервые была использована в начале июля 2023 года на Чемпионате Западной Азии. Тогда же Международная шахматная федерация (ФИДЕ) официально заявила об использовании VAR в турнирах. Просмотр и разбор спорных моментов в шахматной партии осуществляется на базе платформы idChess. В любой момент партии игрок может обратиться к судье соревнования и сообщить о нарушении. В случае, если арбитр пропустил эпизод потенциального нарушения, он может приостановить распознавание партии и пересмотреть спорный момент, используя VAR: поставить видео трансляции на паузу и осуществить перемотку.